# Doug Pinnick
Douglas Theodore "Doug" Pinnick (3 de septiembre de 1950) es un músico estadounidense, conocido por ser el bajista, vocalista y compositor de la banda de hard rock/metal progresivo King's X. Ha grabado quince discos junto a King's X, cuatro discos en solitario, y numerosas participaciones en otros proyectos musicales.

## Carrera
Doug Pinnick nació en Illinois, Estados Unidos. Se crio en una familia musical, en la que prácticamente cada miembro de la misma tocaba algún instrumento. En la escuela, Pinnick hizo parte del coro y tocó el saxofón. Era fanático del Motown y de artistas como Stevie Wonder, Little Richard, y Aretha Franklin. En 1969, Pinnick empezó a incursionar en el rock duro de bandas como Led Zeppelin y The Jimi Hendrix Experience. Durante esa época Doug participó en algunas bandas locales, la más destacada de ellas llamada The Spurlows.
A mediados de los setenta, Pinnick formó una agrupación llamada Servant con el teclista Matt Spransy, con un sonido similar al de bandas como Yes y Emerson, Lake & Palmer, la cual pasó a ser un proyecto de corta duración. Años más tarde conoce a Ty Tabor y a Jerry Gaskill, con los cuales conforma el trío King's X, llegando a grabar quince álbumes hasta la fecha.

## Vida personal
En 1998, Pinnick confirmó su homosexualidad en una entrevista para el programa Regeneration Quarterly. Además de King's X, Pinnick desarrolla otros proyectos musicales y tiene un estudio en Texas.

## Discografía

### Poundhound
- Massive Grooves from the Electric Church of Psychofunkadelic Grungelism Rock Music (1998)
- Pineappleskunk (2001)

---KXM----

### Solista
- Emotional Animal (2005)
- Songs from the Closet
- Strum Sum Up (2007)
- Naked (2013)

### Apariciones en otros proyectos
- Pearl Jam - "Dissident" (1994)
- Jimi Hendrix Álbum tributo: In From The Storm (1995)
- 24-7 Spyz: Heavy Metal Soul by the Pound (1996)
- Carmine Appice: Guitar Zeus 1 (1996)
- Dream Theater - "Lines in the Sand" (1997)
- Metallica Álbum tributo: Metallic Assault: A Tribute to Metallica (2000)
- Van Halen Álbum tributo: Little Guitars (2000)
- Aerosmith Álbum tributo: One Way Street (2002)
- Pink Floyd Álbum tributo: Pigs and Pyramids (2002)
- Mr. Big Álbum tributo: Influences and Connections (2003)
- AC/DC Álbum tributo: AC/DC We Salute You (2004)
- Kiss Álbum tributo: Spin the Bottle: an All-Star Tribute to Kiss (2004)
- 24-7 Spyz: Face the Day (2006)
- Beatles Álbum tributo: Butchering The Beatles (2006)
- Ty Tabor: Rock Garden (2006)
- Steve Stevens: Memory Crash (2008)
- Jeff Ament: Tone (2008)
- Billy Sheehan: "Turning Point" (2009)
- Hydrogyn: Big Star" (2010)
- Richie Kotzen, "I'm all in (Over my head)" (2015)